# Зубра (Погань)
Зубра (інші назви — Зубри́, Погань, Листвина, Ризинкова) — річка в Україні, у Городищенській та Корсунь-Шевченківській міських громадах Черкаського району та у Селищенській сільській громаді Звенигородського району Черкаської області. Права притока Росі (басейн Дніпра).

## Опис
Довжина 15 км, похил річки — 4,1 м/км. Площа басейну 85,7 км². Висота витоку річки над рівнем моря — 184 м, висота гирла над рівнем моря — 105 м, падіння річки — 82 м. Формується з декількох безіменних струмків та 11 водойм.

## Розташування
Бере початок у селі Валява. Тече на північний захід у межах сіл Глушки, Петрушки, Листвина. У Корсуні-Шевченківському впадає в річку Рось, праву притоку Дніпра за 66 км від її гирла.
Притоки: Монастирська (ліва).
У пригирловій частині річку перетинає автошлях Т 2403.